# Diplôme d'études collégiales
Pour les articles homonymes, voir Diplôme d'études et DEC.
Le diplôme d'études collégiales (DEC) est un document officiel québécois décerné par le ministre de l'Éducation ou le ministre de l'Enseignement supérieur (selon l'existence de ce dernier), sur recommandation d'un collège d’enseignement général et professionnel autorisé, pour attester qu'un élève a complété avec succès un programme d'études collégiales menant à ce diplôme. 
L'accès au cycle de l' enseignement collégial se fait normalement après l'obtention d'un diplôme d'études secondaires, alors que l'élève a typiquement 17 ou 18 ans.

## Types de programmes collégiaux
Il y a deux types de programmes d'études menant à l'obtention du DEC : soit les programmes pré universitaires, soit les programmes techniques. Les programmes pré universitaires préparent les étudiants à entrer dans une université et durent généralement deux ans. Les programmes techniques, qui  mènent généralement au marché du travail, ont une durée de trois ans.

## Curriculum des programmes collégiaux
Les cours des programmes collégiaux sont regroupés en cinq catégories :
1. Formation générale commune
  - 7 1/3 unités en langue d'enseignement et littérature (français ou anglais)
  - 2 unités en langue seconde (anglais ou français)
  - 4 1/3 unités en philosophie
  - 3 unités en éducation physique.
2. Formation générale propre au programme
  - 2 unités en langue d'enseignement et littérature (français ou anglais)
  - 2 unités en langue seconde
  - 2 unités en philosophie.
3. Formation générale complémentaire au programme
  - 2 unités en langue d'enseignement et littérature (français ou anglais)
  - 2 unités en langue seconde
  - 2 unités en philosophie.
4. Formation générale complémentaire au programme (4 unités au choix dans ces domaines)
  - Sciences humaines ;
  - Culture scientifique et technologique ;
  - Langue moderne ;
  - Langage mathématique et informatique ;
  - Art et esthétique ;
  - Problématiques contemporaines.
5. Formation spécifique au type de programme
  - 28 à 32 unités pour les programmes pré universitaires ;
  - 45 à 65 unités pour les programmes techniques.

## Conditions de délivrance du diplôme et responsabilités
Le ministre détermine les objectifs et standards des programmes et chaque cégep détermine les cours (activités d'apprentissage) qui permettront aux élèves d'atteindre ces objectifs et standards. 
Les cours de formation générale commune sont toutefois déterminés par le ministre.
Le ministre délivre le DEC sur recommandation du cégep  à l'élève qui :
- atteint les objectifs et standards de son programme ;
- réussi l'Épreuve uniforme de français ;
- réussi l'épreuve synthèse de son programme.

## Titres étrangers comparables
Malgré des différences en termes d'années de scolarité entre les systèmes scolaires français et québécois, en vertu de l'Accord-cadre franco-québécois sur la reconnaissance des diplômes et la validation des études, les universités québécoises considèrent que le baccalauréat de l'enseignement secondaire français peut permettre l'accès aux études universitaires au Québec.
Le Bureau de coopération interuniversitaire (anciennement la Conférence des recteurs et des principaux des universités du Québec : CREPUQ) déterminent quels sont les niveaux d'études et les autres prérequis qui permettent l'accès aux formations universitaires dans la province.

## Classification CITÉ des programmes collégiaux québécois
Le diplôme d'études collégiales (DEC) préuniversitaire (deux ans) est de niveau 4 dans la Classification internationale type de l'éducation (CITÉ) de 1997 et de 2011. 
Le DEC technique (trois ans) était quant à lui de niveau 5 B dans la CITÉ datée en 1997 et a été classé ensuite au niveau 5 dans la CITÉ actualisée en 2011.

## Caractère facultatif du DEC pour accéder à l'université
Si un élève souhaite faire des études universitaires, obtenir un DEC n'est pas strictement obligatoire. En effet, les universités québécoises admettent à compter de l'âge de 21 ans des adultes qui ont obtenu un diplôme d'études secondaires seulement. Évidemment, les programmes universitaires accessibles avec seulement un diplôme d'études secondaires seront limités et ils exigent la réussite de quelques cours à titre d'étudiant libre avant l'admission à un baccalauréat, qui sanctionne trois années d'études dans une université. Par contre, si l'étudiant universitaire a des bons résultats dans un premier baccalauréat universitaire dans un domaine non contingenté (par exemple en complétant trois certificats), il est ensuite possible d'accéder même à des programmes universitaires fortement contingentés comme le droit sans avoir effectué une scolarité dans un cégep .